# Бушмийт
Бушмийт (на английски: Bushmeat) се нарича месото на африканските диви животни, което се използва за консумация от местното население. Това месо е основен източник на храна за бедното население в много африкански страни. Сред консумираните животни са малки антилопи, гризачи, маймуни, бодливи свинчета, но освен това дори и рептили, змии, жаби и птици. Въпреки че такова месо се консумира също и в Югоизточна Азия и Латинска Америка, само в Африка то се обозначава като бушмийт.
През 2016 година 301 бозайници са застрашени от изчезване поради лов за месо, като сред тях са примати, чифтокопитни, гризачи и хищници. Смята се че приемът на това месо носи риск от пренос на зоотонични вируси от животински носител към човека, сред които са Ебола и ХИВ.
Улавянето на диви животни за месо е вековна традиция в Африка и в много региони на това месо се разчита като основен източник на протеин. Според WWF в някои части на Централна Африка този вид месо съставлява 50% от общия прием, а в Либерия дори достига 75%.
Причините за консумацията на това месо са различни в отделните региони на Африка. На някои места като в Ботсвана и Зимбабве например това месо е много по-евтино от домашно отгледаното (с около 30 до 50%). На други места обаче като в големите градове дивото месо се счита за голям деликатес и цената му е сравнително по-високa, като в Мозамбик дори достига до 150% по-висока цена от останалото месо. В някои региони климатичната ситуация не позволява земеделие и животновъдство и единствения начин за консумация на месо остава ловът.
В някои африкански страни като Камерун търговията с диво месо е забранена, но въпреки това на пазара в Яунде всяка година се продават около 90 тона такова месо. Износът на бушмийт към Европа също е забранен, но през 1998 година е установено, че в някои ресторанти в Париж и Лондон се е предлагало месо от маймуни.